# Hans-Heinrich Sixt von Armin
Pour les articles homonymes, voir Hans Heinrich (homonymie) et Sixt von Armin.
Hans-Heinrich Sixt von Armin (né le 6 novembre 1890 à Stettin et mort le 1er avril 1952) est un Generalleutnant allemand qui a servi au sein de la Heer dans la Wehrmacht pendant la Seconde Guerre mondiale.
Il a été récipiendaire de la croix de chevalier de la croix de fer. Cette décoration est attribuée pour récompenser un acte d'une extrême bravoure sur le champ de bataille ou un commandement militaire avec succès.

## Biographie
Il est le fils du général Friedrich Bertram Sixt von Armin et, comme lui, il embrasse une carrière militaire. Pendant la Première Guerre mondiale, il exerce des commandements de troupes et est utilisé en dernier lieu comme capitaine dans l'état-major de la 26e division d'infanterie. 
Hans-Heinrich Sixt von Armin est capturé en 1943 durant la bataille de Stalingrad et meurt en captivité dans une prison soviétique le 1er avril 1952.

## Promotion
| Fahnenjunker    | 18 février 1909  |
| Leutnant        | 16 juin 1910     |
| Oberleutnant    | 25 février 1915  |
| Hauptmann       | 18 octobre 1917  |
| Major           | 1er avril 1929   |
| Oberstleutnant  | 1er octobre 1932 |
| Oberst          | 1er octobre 1934 |
| Generalmajor    | 1er mars 1938    |
| Generalleutnant | 1er mars 1940    |

## Décorations
- Croix de fer (1914)
  - 2e classe (7 octobre 1914)
  - 1re classe (22 décembre 1917)
- Insigne des blessés (1914)
  - en Noir
- Croix d'honneur
- Agrafe de la croix de fer (1939)
  - 2e classe
  - 1re classe
- Médaille du Front de l'Est
- Croix allemande en or (6 septembre 1942)
- Croix de chevalier de la croix de fer
  - Croix de chevalier le 22 septembre 1941 en tant que Generalleutnant et commandant de la 95. Infanterie-Division[1]